# Alekséi Avtonómov
Alekséi Ivánovich Avtonómov (en ruso: Алексе́й Ива́нович Автоно́мов, 1890-1919) fue un comandante militar rojo, que participó en la Primera Guerra Mundial y en la Guerra Civil Rusa. Comandante en jefe de las Fuerzas Armadas de la República Soviética del Kubán.

## Biografía

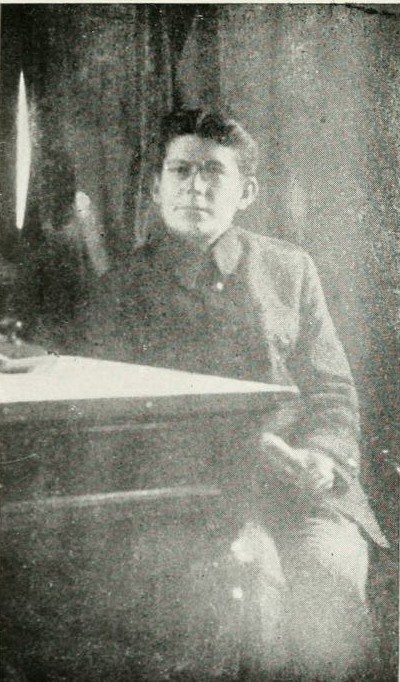
Avtonómov en 1918.

Nació el 16 de enero de 1890 en el seno de una familia de cosacos del Don. Participó en la Primera Guerra Mundial como joruzhni de los regimientos cosacos 39.º y 28.º. Fue líder del "grupo de izquierda" de la Reunión de Cosacos General del Frente en Kiev en octubre de 1917 y en Novocherkask diputado en el Gran Círculo Militar. Fue arrestado por las tropas de Alekséi Kaledín, pero finalmente liberado.
Tras la revolución de Octubre, fue designado por el comisario especial contra la contrarrevolución en el Sur de Rusia Vladímir Antónov-Ovséyenko para una operación especial para organizar la Guardia Roja del Kubán. En enero de 1918 fue nombrado comandante en jefe del Ejército Revolucionario del Sudeste, con base en la stanitsa Tijorétskaya. Dirigió con éxito la defensa ante el asalto de Yekaterinodar por parte del Ejército de Voluntarios de Lavr Kornílov, que hallaría la muerte en la batalla, en marzo de 1918. Esta batalla fue una de las primeras batallas campales de la Guerra Civil Rusa.
Entre el 14 de abril y el 23 de mayo de 1918 fue comandante en jefe del Ejército Rojo del Cáucaso Norte. Avtonómov se hallaba en constante conflicto con la autoridad civil de la República Soviética del mar Negro y Kubán, que le acusaba de maneras dictatoriales. Avtonómov era apoyado por Iván Sorokin, que había participado en la defensa de Yekaterinodar junto a él. La autoridad civil decidió destituirle y nombrar en su lugar un estado mayor de defensa constituido por siete bolcheviques. Entre ambas facciones se inició un intercambio de acusaciones, y las tropas, reunidas frente a Kushchóvskaya en asamblea, decidieron reclamar a Moscúla restitución del mando a Avtonómov y el cese del estado mayor y de la intervención de las autoridades civiles.
En la dirección bolchevique se decidió destituirle del mando, llamarle a Moscú y, por recomendación de Sergó Ordzhonikidze, fue nombrado inspector y organizador de las unidades militares del frente del Cáucaso. En el Kubán quedó al mando el general-mayor Andréi Snésarev, que se había pasado a los bolcheviques tras la revolución de Octubre. Avtonómov no regresaría al Kubán: por mandato de Trotski fue enviado al óblast del Térek como comandante general, por lo que sería visto por Stalin como un protegido de Trotski. Allí estuvo al mando de diferentes grupos, dotado con un tren blindado siendo uno de los últimos en abandonar Vladikavkaz. Combatió en el área del Térek en Sviatói Krest en enero de 1919, campaña durante la cual cayó enfermo del tifus. Murió y fue enterrado en un aúl de las montañas osetias el 2 de febrero de 1919.